# Aethiothemara speiseriana
Aethiothemara speiseriana är en tvåvingeart som först beskrevs av Mario Bezzi 1924.  Aethiothemara speiseriana ingår i släktet Aethiothemara och familjen borrflugor. Inga underarter finns listade i Catalogue of Life.